# Тестирование безопасности
Тестирование безопасности — оценка уязвимости программного обеспечения к различным атакам.
Компьютерные системы очень часто являются мишенью незаконного проникновения. Под проникновением понимается широкий диапазон действий: попытки хакеров проникнуть в систему из спортивного интереса, месть рассерженных служащих, взлом мошенниками для незаконной наживы.
Тестирование безопасности проверяет фактическую реакцию защитных механизмов, встроенных в систему, на проникновение.
В ходе тестирования безопасности испытатель играет роль взломщика. Ему разрешено все:
- попытки узнать пароль с помощью внешних средств;
- атака системы с помощью специальных утилит, анализирующих защиты;
- подавление, ошеломление системы (в надежде, что она откажется обслуживать других клиентов);
- целенаправленное введение ошибок в надежде проникнуть в систему в ходе восстановления;
- просмотр несекретных данных в надежде найти ключ для входа в систему.

При неограниченном времени и ресурсах хорошее тестирование безопасности взломает любую систему. Задача проектировщика системы — сделать цену проникновения более высокой, чем цена получаемой в результате информации.